# ポール・ヴァーホーヴェン/トリック
『ポール・ヴァーホーヴェン/トリック』（Steekspel）は、ポール・バーホーベン監督による2012年のオランダ映画である。
2012年にローマ映画祭で上映され、2013年にはトライベッカ映画祭で上映された。

## キャスト
- Peter Blok - Remco
- Jochum ten Haaf - Wim
- Sallie Harmsen - Nadja
- Robert de Hoog - Tobias
- Gaite Jansen - Merel
- Ricky Koole - Ineke
- Carolien Spoor - Lieke

## 評価
藤井仁子は「純然たるストーリーテリングの快楽が一瞬の緩みもなく画面を活気づけつづける」と述べて、本作を擁護した。『Slant Magazine』のニック・マッカーシーは4点満点中1.5点をつけた。『ハリウッド・リポーター』のジョーダン・ミンツァーは、「落ち着きのない語り口にもかかわらず、プロットは適度な簡潔さを保っている」と指摘した。